# Antigono (storico)
Antigono (III secolo a.C. – I secolo a.C.) è stato uno storico greco antico.

## Biografia
Pressoché nulla si riesce a ricavare dei dati biografici di Antigono, che si presuppone sia vissuto tra III e II secolo a.C., visto che è citato, 1insieme a Polibio e Sileno, vissuti in quel tornio di tempo.

## Opere
Di questo autore non resta il titolo dell'opera, ma solo due frammenti sulla storia arcaica di Roma, uno dei quali sull'ecista della città, indicato come Romo, figlio di Giove. Nel secondo frammento, citato da Plutarco, si narra di Tarpea, figlia di Tito Tazio e violentata da Romolo, che fu uccisa dal padre per il disonore.